# ادیراجاپالی
ادیراجاپالی (به انگلیسی: Adirajapalli) یک منطقهٔ مسکونی در هند است که در کارناتاکا واقع شده‌است.